# Большая четвёрка (аудит)
«Большая четвёрка» — четыре крупнейшие в мире сети компаний, предоставляющих аудиторские и консалтинговые услуги: Deloitte, PricewaterhouseCoopers (PwC), Ernst & Young (EY) и KPMG.

## Общая характеристика
Deloitte, PwC, EY и KPMG представляют собой сети независимых аудиторских и консалтинговых фирм. Такая организация возникла потому, что в большинстве стран аудит может проводить только фирма, зарегистрированная в данной стране. Все 4 сети имеют свой центральный офис, координирующий работу фирм сети, а также используют общий бренд и стандарты работы. С 2020 года главные офисы всех 4 сетей находятся в Лондоне (Великобритания); до 2020 года сеть KPMG базировалась в Амстелвене (Нидерланды), а зарегистрирована была в Швейцарии.
Эти 4 сети доминируют на рынке США — их клиентами являются 80 % публичных компаний США, в том числе 99,7 % из входящих в индекс S&P 500. Выручка сетей в 2024 году в сумме составила 212 млрд долларов, в них работало 1,5 млн человек.
Фирмы предоставляют услуги независимого аудита публичных и частных компаний, также оказывают консультационные услуги в сферах оптимизации налогообложения, слияний и поглощений, цифровой трансформации, информационной безопасности.

## История
Ранее крупнейших фирм было восемь и они вместе назывались «Большая восьмёрка»: Arthur Andersen, Arthur Young, Coopers and Lybrand, Deloitte Askings & Sells, Ernst & Whinney, Peat Marwick Mitchell, Price Waterhouse и Touche Ross.
Отправной точкой для появления аудиторских фирм стало принятие в Великобритании Банковского акта 1844 года; этот закон, в частности, обязывал компании публиковать данные о бухгалтерском балансе и отчёт о финансовых результатах. В 1845 году в Лондоне начали появляться аудиторские фирмы, включая Deloitte. В 1849 году свою фирму основал Сэмюэл Лоуэлл Прайс. В 1899 году начал работу первый офис George A. Touche & Co. В конце XIX века британские аудиторские фирмы начали выходить на рынок США. Также в 1890-х годах возникли первые американские аудиторские фирмы, включая Arthur Young в 1895 году и Marwick, Mitchell & Company в 1897 году. К 1900 году появились 6 фирм из «большой восьмёрки».
В 1913 году в США был принят закон о доходах, вводивший подоходный налог; поскольку рассчёт налога требовал составления подробной бухгалтерской отчётности, принятие закона способствовало росту аудиторских фирм в США. В том же 1913 году появилась фирма Arthur Andersen. Их рост ещё больше ускорился после принятия в 1934 году закона о фондовых биржах, требовавшего независимого аудита для отчётности всех публичных компаний. К этому времени «большая восьмёрка» уже полностью сформировалась.
В конце 1940-х годов многие аудиторские фирмы создали консалтинговые подразделения. В 1950-х годах фирмы «большой восьмёрки» начали расти за счёт поглощений, в том числе зарубежных. К концу 1960-х годов выручка 2 крупнейших фирм превысила 100 млн долларов.
В начале 1987 года произошло слияние американской фирмы Peat Marwick с европейской сетью фирм KMG, в результате которого образовалась KPMG. В 1989 году «восьмёрка» сократилась до «большой шестёрки»: в этом году свои сети объелинили Deloitte, Haskins and Sells и Touche Ross, образовав Deloitte & Touche, а также Ernst & Whinney и Arthur Young & Co., сформировав Ernst & Young. В 1998 году произошло слияние Price Waterhouse и Coopers & Lybrand в PricewaterhouseCoopers, что сократило числе сетей до 5. Наконец, в 2002 году, в связи с делом Enron произошёл массовый уход клиентов от Arthur Andersen, компания перестала существовать и осталась «большая четвёрка». В 2002 году, после принятия закона Сарбейнза — Оксли, сети продали свои консультационные подраздения, но вскоре создали их заново.
В июле 2020 года британский Совет по финансовой отчетности (Financial Reporting Council, FRC) предписал компаниям «большой четверки» отделить аудиторские операции от остального бизнеса. По мнению регулятора это позволит улучшить качество аудита «за счет гарантирования того, что люди, занятые в аудиторской практике, фокусируются, прежде всего, на обеспечении качественного аудита в интересах общества». Компании «большой четверки» должны предоставить планы по реструктуризации до 23 октября 2020 года и реализовать их до 30 июня 2024 года.

## Статистика

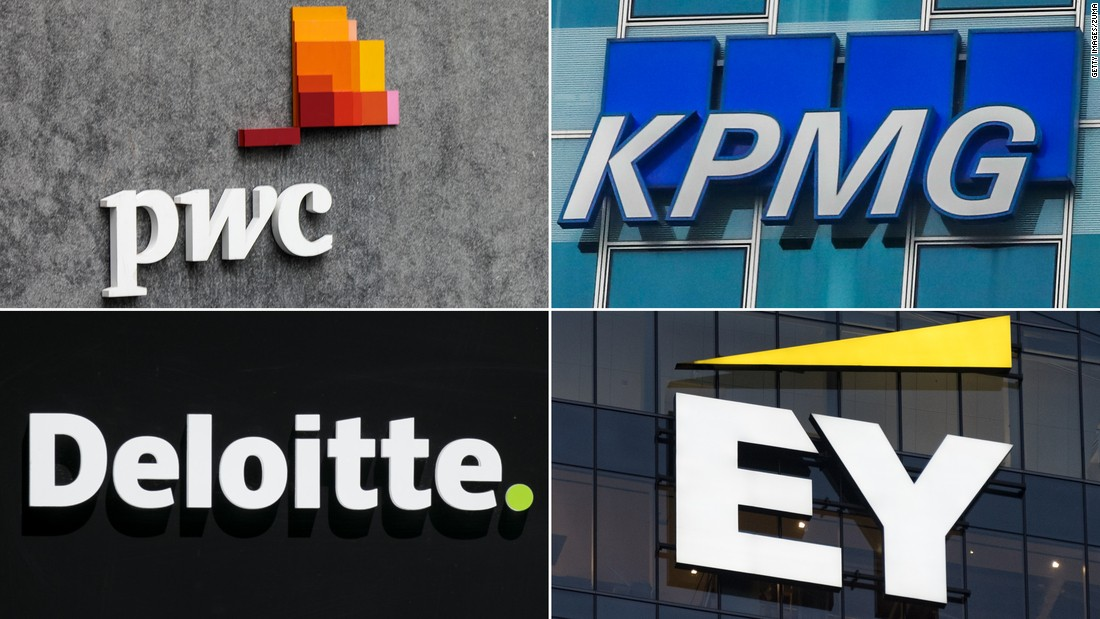
Логотипы компаний, входящих в «Большую четвёрку»

Ниже приведена выручка «большой четвёрки» и численность персонала по итогам 2023/24 финансового года:
| Компания | Выручка    | Число сотрудников | Выручка на 1 сотрудника | Источник |
| -------- | ---------- | ----------------- | ----------------------- | -------- |
| Deloitte | $67,2 млрд | 460,3 тыс.        | $146 тыс.               | [ 11 ]   |
| PwC      | $55,4 млрд | 370 тыс.          | $150 тыс.               | [ 12 ]   |
| EY       | $51,2 млрд | 393 тыс.          | $130 тыс.               | [ 13 ]   |
| KPMG     | $38,4 млрд | 275,3 тыс.        | $139 тыс.               | [ 14 ]   |

## Конкуренты
Другими крупными сетями аудиторских фирм являются BDO, RSM, Grant Thornton, Crowe Global, Baker Tilly и Forvis Mazars.